# 티에우민
티에우민(베트남어: Thiệu Minh / 紹明 소명 / 1138년 10월 ~ 1140년 2월)은 베트남 리 왕조(李朝) 제6대 황제 영종(英宗) 리티엔또(李天祚)의 첫번째 연호이다.

## 개원
- 티엔쯔엉바오뜨(天彰寶嗣) 6년 10월 1일[1](1138년 11월 5일)에 연호를 티에우민(紹明)으로 개원함.[2][3][4][5]

- 티에우민(紹明) 3년(1140년) 2월에 연호를 다이딘(大定)으로 개원함.[6][3][7]

## 연대 대조표
| 티에우민   | 원년       | 2년        | 3년        |
| 서기(西紀) | 1138년     | 1139년     | 1140년     |
| 간지(干支) | 무오(戊午) | 기미(己未) | 경신(庚申) |

## 동시대 연호

### 중국
남송(南宋)
- 소흥(紹興) (1131년 ~ 1162년)

금(金)
- 천권(天眷) (1138년 ~ 1141년)

서하(西夏)
- 대덕(大德) (1135년 ~ 1139년)
- 대경(大慶) (1140년 ~ 1143년)

대리국(大理國)
- 광운(廣運) (1138년 ~ 1147년)

서요(西遼)
- 강국(康國) (1134년 ~ 1143년)

### 일본
- 호엔(保延) (1135년 ~ 1141년)